# Aeroportul Internațional Madurai
Aeroportul Internațional Madurai (IATA: IXM, ICAO: VOMD) este un aeroport din Madurai, Madurai district⁠(d), Tamil Nadu, India ce deservește zona Madurai. Aeroportul a fost tranzitat în decembrie 2022 de 109.629 de pasageri. A fost deschis în 1957 și numit după zona deservită.
Situat la o altitudine de 136 m, aeroportul dispune de o singură pistă. Este operat de Airports Authority of India⁠(d).